# Marcenais
Marcenais é uma comuna francesa na região administrativa da Nova Aquitânia, no departamento da Gironda. Estende-se por uma área de 9,09 km². Em 2010 a comuna tinha 811 habitantes (densidade: 89,2 hab./km²).